# Simon Bagration de Moukhran
Simon Bagration de Moukhran (né le 3 février 1683, mort le 24 janvier 1740 à Saint-Pétersbourg ; en géorgien : სიმონ ბაგრატიონ-მუხრანელი), parfois nommé Simon III de Karthli est un prince, homme politique et militaire géorgien du XVIIIe siècle. Membre de la famille des Bagrations de Moukhran, elle-même une branche cadette de la dynastie des Bagrations qui règne sur la Géorgie depuis le IXe siècle, il est l'un des fils cadet de Léon Bagration de Moukhran et de la princesse Tinatine Avalichvili. Élevé en exil en Géorgie occidentale durant le gouvernement d'Héraclius Ier en Karthli, il retourne à Tiflis quand son oncle Georges XI est restauré sur le trône en 1703. De 1704 à 1712, il est proche conseiller de son frère Vakhtang VI, qui administre le royaume de Karthli au nom des rois Georges XI, Léon et Kaïkhosro, qui vivent et meurent en Perse.
Simon devient à son tour régent de Karthli en 1712 quand Vakhtang VI est convoqué à Ispahan par le Chah Hossein. Durant son administration de deux ans, il continue la politique culturelle et économique de son frère, encourageant le développement de l'imprimerie et l'autonomie monétaire de son pays vis-à-vis la Perse séfévide. En 1713, il aide secrètement le diplomate Soulkhan-Saba Orbeliani à organiser un voyage en Europe occidentale pour convaincre Louis XIV de France de venir en aide aux pays géorgiens face aux empires musulmans. Cette politique intérieure et extérieure, accompagnée de corruption et de divisions internes, mène Ispahan à le renverser et à nommer son autre frère Jessé comme roi de Karthli en 1714.
Simon quitte largement la politique géorgienne par la suite mais reste impliqué dans la direction de l'armée karthlienne. En 1717, il mène une cavalerie contre des nomades lezghiens, tandis qu'il soutient solidement Vakhtang VI et Bakar dans la guerre pour le contrôle de Tiflis entre Séfévides, Ottomans et Géorgiens en 1723-1724. En 1724, il fait partie de la large exode de la famille royale en Russie, où il reste jusqu'à sa mort en 1740.

## Biographie

### Jeunesse politique
Simon Bagration est né le 3 février (ou 9 novembre selon certaines sources) 1683, fils du prince royal Léon Bagration de Moukhran et de la princesse Tinatine Avalichvili. À sa naissance, son oncle Georges XI règne comme roi de Karthli, deuxième souverain de la dynastie des Bagrations de Moukhran qui règnent depuis 1659. Il est le second fils du couple princier, mais le sixième fils de Léon, celui-ci ayant cinq enfants de sa première épouse Touta. Dans sa jeunesse, Simon est élevé auprès de la cour royale à Tiflis mais en 1688, à la suite de l'insubordination de Georges XI envers son suzerain séfévide, celui-ci est contraint d'envoyer Léon en otage en Perse. Cet acte ne suffit pourtant pas à Ispahan et la Perse séfévide détrône Georges XI et offre la couronne à Héraclius Ier dans un coup d'État visant à soumettre plus prondément la Karthli.

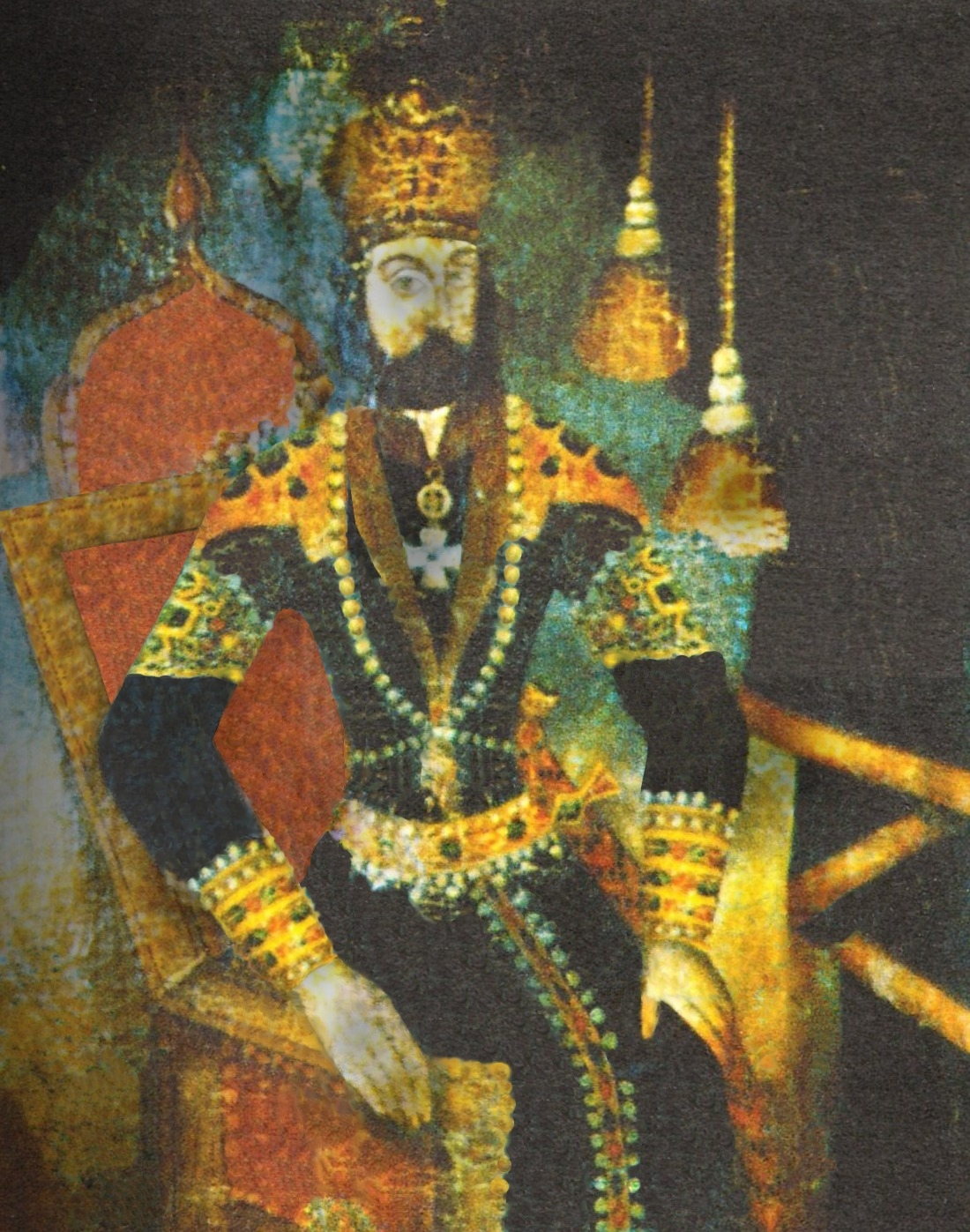
Georges XI.

Simon, qui n'a alors que quatre ans, suit sa famille en refuge dans la région montagneuse de Ratcha, puis auprès du prince Georges Avalichvili, grand-père maternel de Simon dans le village de Sadgueri, non loin de Bordjomi. Héraclius Ier, craignant une rébellion du roi déchu, autorise une mission par le noble pro-persan Kaïkhosro Tsitsichvili pour retrouver la famille exilée. Tsitsichvili ne parvient pas à les retrouver et brûle les domaines de Léon, tandis que Simon et ses frères se retrouvent à Logatkhevi dans le Samtskhé, en territoire ottoman, sous la protection de l'oncle de la princesse Tinatine, tandis que le roi déchu Georges continue à se battre pour le pouvoir. À partir de 1691, Simon est surnommé « fruit de Dieu » dans les documents royaux.
En 1694, un changement de pouvoir à la cour d'Ispahan engage le nouveau Chah Hossein à forcer la paix en Karthli, mais le sort immédiat de Simon n'est pas clair. Toutefois, en 1703, Georges XI est officiellement reconnu à nouveau comme roi de Karthli mais est obligé de rester en Perse pour commander les forces séfévides contre les séparatistes afghans. Léon retourne alors en Géorgie pour la première fois depuis son départ de 1688 afin de gouverner temporairement le royaume au nom de son frère. Léon retourne bientôt en Perse et la régence de la Karthli est assumée par Vakhtang Bagration de Moukhran, un frère aîné de Simon. À la mort de Georges XI en 1709 aux mains des Afghans, Léon est à son tour reconnu roi de Karthli par Ispahan, mais meurt trois mois plus tard, laissant la titulature royale à son fils aîné, Kaïkhosro, qui est lui-même en Afghanistan.
Vakhtang VI gouverne en tant que régent le royaume de Karthli entre 1703 et 1711. Simon, qui a 20 ans quand Vakhtang VI arrive au pouvoir, est le seul de ses sept frères (outre Damien qui devient prêtre) à rester auprès de ses côtés. Il devient rapidement un proche conseiller de Vakhtang, qui le cite à de nombreuses reprises dans ses documents officiels, parfois sous le nom islamique de Gouchtasp. Tandis que les sources sur ses activités durant cette période sont pauvres, Simon témoigne des larges réformes légales et économiques entreprises par son frère et de la renaissance culturelle dont bénéficie la Karthli au début du XVIIIe siècle et il est probable qu'il soit un partisan fidèle de la politique de Vakhtang. Ce dernier devient officiellement roi de Karthli le 27 septembre 1711 quand Kaïkhosro est tué lors de la bataille de Kandahar.

### Régence

#### Administrateur temporaire
En tant que nouveau roi de Karthli, Vakhtang VI est bientôt convoqué en Perse par Chah Hossein afin de confirmer son règne, une pratique datant du règne de Vakhtang V, qui voyage en Perse en 1653 pour se faire confirmer comme héritier à la couronne. Le 23 avril 1712, Vakhtang VI quitte la Géorgie après avoir installé sa famille au palais royal de Gori et confie l'administration du royaume à Simon, un choix questionné par certains dû à la précédence de Jessé, frère aîné de Simon. Il est néanmoins choisi comme « gouverneur » (en géorgien : გამგებელი, gamguebeli ; aussi nommé djanichine dans les sources persanes) de Karthli et est confié de continuer la politique de Vakhtang pendant son absence.

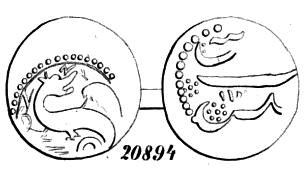
Pièce frappée par Simon.

Ainsi, Simon continue de financer les projets socio-culturels de son frère. Sous son administration et grâce à son financement, le premier livre religieux géorgien, Bénédictions, est publié dans l'imprimerie de Tiflis en 1713. Simon fait également frapper des pièces de monnaie en cuivre, montrant un dragon et ses lettres d'abbréviation, S.M.N., les premières pièces géorgiennes depuis le début de la domination séfévide sur la Géorgie orientale, sans pour autant contester le monopole du monnayage d'argent fourni par l'usine du chah de Perse à Tiflis.
Simon utilise sa position pour accumuler rapidement une richesse considérable, menant à un heurt dans ses relations avec la maison de Vakhtang VI, qui l'accuse de voler les trésors royaux. Vakhoucht Bagration, un fils illégitime de Vakhtang et un de ses plus proches alliés, dit du régent qu'il gouverne « comme un homme rapace et sans crainte de Dieu ». En 1712, le catholicos Domentios IV (son demi-frère Damien qui dirige l'Église orthodoxe géorgienne depuis 1705) voyage à Ispahan et indique sa volonté d'abandonner la religion chrétienne et de se convertir à l'islam en échange de la couronne karthlienne, mais est par la suite emprisonné par Simon, qui l'accuse de folie et l'envoie auprès de son neveu Bakar pour le faire aveuglé. Domentios IV n'est sauvé que par l'intermédiation de la reine Roussoudan (femme de Vakhtang VI), qui abrite le catholicos durant le reste de la gouvernance de Simon.
En novembre 1713, quand le roi Georges VII d'Iméréthie est détrôné par le prince Mamia III de Gourie, Simon se pose une nouvelle fois contre les intérêts de la maison royale et offre l'asile à Georges à Tiflis. Tandis que le prince royal Bakar soutient ouvertement Mamia, Simon encourage Georges à regagner son trône en lui offrant un passage sûr vers l'Iméréthie. Parallèlement, la reine Rodam d'Iméréthie, femme séparée de Georges VII, continue à résider en exil à Tiflis. Afin de s'allier avec la puissance noblesse locale, Simon épouse en 1712 Goulkhan Sidamoni, petite-fille du duc Georges d'Aragvi.

#### Tensions et remplacement

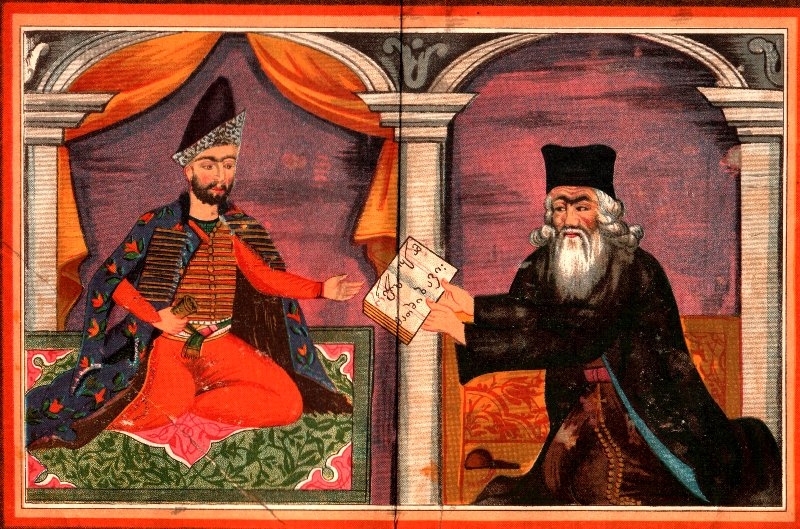
Vakhtang VI et Soulkhan-Saba Orbeliani.

À Ispahan, Vakhtang VI refuse de se convertir à l'islam et son séjour en Perse devient une détention. Secrètement, il engage son conseiller Soulkhan-Saba Orbeliani à lancer une mission diplomatique à travers l'Europe pour encourager les pouvoirs occidentaux à mettre pression sur le chah persan et lancer des liens commerciaux entre l'Europe et la Géorgie. Orbeliani retourne d'Ispahan à Tiflis en 1713 et organise, avec l'aide de Simon et de l'abbé lazariste Jean Richard, la visite de Soukhan-Saba à Rome et en France. Jean Richard décrit la situation en Géorgie en détail dans une lettre à Pierre Puchot, comte des Alleurs, ministre français à Constantinople, et décrit Simon comme un prince regardant le destin de la Géorgie vers l'Europe. Vers la fin de 1713, Soulkhan-Saba et Jean Richard partent pour l'Europe, officiellement malgré les ordres de Simon, où l'ambassadeur rencontre le pape Clément XI et le roi Louis XIV de France.
L'ambassade karthlienne en Europe n'apporte aucun résultat, tandis que la cour du chah perd sa confiance envers Simon. La richesse controversée du prince, l'emprisonnement de Domentios IV et son mariage non autorisé poussent également la cour d'Ispahan à désapprouver sa régence. Une vague de peste en 1713, une infestation de sauterelles et une famine nationale rendent Simon largement impopulaire à travers le royaume. Au début de 1714, le chah Hossein est convaincu par les khans persans de Transcaucasie de renverser Vakhtang VI pour son refus de se convertir à l'islam, et ce dernier recommande Simon et son autre frère cadet Jessé pour le remplacer officiellement.
En août 1714, Jessé commence à se positionner comme potentiel roi de Karthli. Tandis que les ducs David de Ksani et Georges d'Aragvi envoient une lettre au chah demandant le remplacement immédiat de Vakhtang,, Jessé organise une révolte de la garnison persane de Tiflis. Kholopha, dignitaire séfévide, est envoyé par la Perse pour faire une enquête sur la révolte et, officiellement, pour choisir le nouveau roi de Karthli. En réalité, Kholapha est chargé de sécuriser le trône pour Jessé et pour envoyer Simon en Perse. À Tiflis, Kholopha rencontre les dirigeants de l'Église orthodoxe géorgienne et de la noblesse locale, qui se retournent tous contre Vakhtang VI et soutiennent Jessé.
Voyant son manque de support, Simon soutient à son tour Jessé et se déclare conte Vakhtang. Kholapha est contraint de retourner en Perse à la suite d'une révolte populaire de la population chrétienne mais le 20 octobre 1714 (ou en septembre selon certaines sources), Jessé est reconnu comme roi de Karthli et débarque à Tiflis, tandis que Simon est autorisé de rester à Tiflis. La régence de Simon est connue aujourd'hui comme étant le premier gouverneur géorgien à régner en tant que chrétien depuis 1633. L'historien Niko Djavakhichvili le considère comme un souverain de plein droit et le nomme Simon III.

### Prince de Karthli

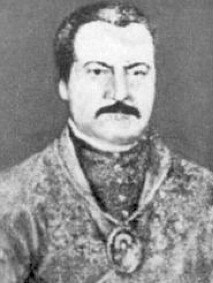
Le prince Bakar, régent de Karthli en 1716-1719.

Jessé gouverne la Karthli avec une main de fer, persécutant la famille de Vakhtang et se retournant contre la noblesse chrétienne du pays. Simon est également sous la menace d'une déportation en Perse. Mais en juin 1716, après l'échec de l'ambassade de Soulkhan-Saba Orbeliani en Europe, Vakhtang VI accepte de se convertir à l'islam et est finalement reconnu comme roi de Karthli par Ispahan, qui renverse Jessé et installe le jeune prince Bakar comme régent du royaume avant le retour du roi. Jessé est emprisonné par le nouveau gouvernement et le duc David de Ksani est tué dans une bataille contre la couronne. Simon est quant à lui épagner de sa trahison de 1714 et retourne dans la direction du royaume comme conseiller de Bakar.
En 1717, son épouse Goulkhan et une grande partie de ses serviteurs meurt de la peste bubonique, qui ravage Tiflis depuis sa régence. Elle est enterrée à Mtskheta, la capitale religieuse de Karthli, et Simon finance la construction d'une église en son honneur. Toujours en deuil, Simon est nommé responsable d'une cavalerie de 300 hommes pour défendre la Basse Karthli face à une invasion de 7 000 Lezghiens qui traversent la Kakhétie et ravagent la région de Bolnissi et la vallée de Ktsia. Lors de la bataille de Nazara, la cavalerie de Simon est vaincue et « massacrée » par les Lezghiens malgré l'avantage de l'armement géorgien, forçant Simon à se réfugier sur les collines de Marneouli. La majorité des Lezghiens retourne en Ciscaucasie à la suite de la chaleur de l'été de 1717, tandis que l'échec du gouvernement de Tiflis face aux nomades encourage Ispahan à autoriser le retour final de Vakhtang VI en Géorgie.
Celui-ci regagne son trône en août 1719, à la suite de quoi Simon se retire de la politique et réside dans ses domaines de Bechtacheni en Basse Karthli. Aux alentours de 1721, il devient le père d'un fils illégitime, Nicolas, né d'une servante noble qui meurt peu de temps après sa naissance et éduquée en secret. Il épouse néanmoins en secondes noces Anna, fille du prince Paata Amilakhvari.
Vers la fin de 1722, l'alliance entre Vakhtang VI et la Russie pousse les Séfévides à encourager le roi Constantin II de Kakhétie à envahir la Karthli, entamant une guerre entre royaumes géorgiens qui assiège Tiflis pendant plusieurs mois à partir de janvier 1723. Durant cette campagne, Simon retourne auprès de son frère et est nmmé responsable de la défense du pont d'Avlabari, faisant face directement aux troupes de Constantin II. Le 10 janvier, avec l'aide d'un certain prêtre Daniel, il capture une large troupe de Kakhétiens priant dans une église de Mtskheta en se faufilant dans la ville tombée et en fermant les portes de l'église.
Le 8 mai 1723, la famille royale quitte la capitale, qui est ravagée par les troupes du roi de Kakhétie. Simon participe à la guérilla de Vakhtang VI et de Bakar et parvient à regagner la forteresse de Tsilkani des mains des mercenaires lezghiens. Simon est possiblement le « Gouchtasp » cité par l'historien Vakhoucht Bagration comme rencontrant des représentants ottomans à Poka pour négocier une intervention turque contre l'occupation persane de Tiflis. Le 12 juin, les forces royales reprennent Tiflis et Bakar y est installé comme roi.

### Exil
À partir du printemps 1724, Vakhtang est solidifé à Tskhinvali, tandis que Bakar quitte Tiflis et se lance dans une campagne militaire contre l'Empire ottoman, nouvel occupant de la Karthli. Au bout de quelques mois, la famille royale ne voit plus de chance de regagner le pouvoir et décide de quitter la Géorgie. Le 15 juillet, Vakhtang VI, Bakar et Simon, accompagnés de leurs familles et d'une suite de 1 200 à 1 400 Géorgiens franchissent le Caucase et s'exilent en Russie.
Simon et son épouse Anne ont une suite personnelle de 29 princes, 13 nobles et 39 serviteurs qui les accompagnent durant le voyage,. Les exilés s'arrêtent en premier lieu à Digor, le chef-lieu des tribus ossètes, où ils sont accueillis par les beaux-frères de Vakhtang VI, qui gouvernent alors les provinces circassiennes. En Circassie, ils sont escortés par l'armée russe jusqu'à la citadelle de Solakh, construite par Pierre le Grand, où les Géorgiens demeurent pendant plusieurs semaines à partir du 28 août 1724. Ils quittent la citadelle en octobre et atteignent Astrakhan le 8 novembre pour y passer l'hiver rigoureux de la région. Au début de 1725, Pierre le Grand convoque la famille royale à Saint-Pétersbourg, mais Simon reste temporairement à Astrakhan, avant de rejoindre sa famille.
Arrivée à Moscou le 10 mars, la famille royale est accueillie par la princesse Daredjan Bagration, une cousine royale exil en Russie depuis 1684. Son entrée dans la ville impériale est largement décrite par les historiens russes contemporains : du Monastère Danilov aux frontières de la ville, deux carrosses transportent la famille royale, Bakar et Simon se trouvant dans la seconde voiture ; les Géorgiens empruntent le Pont de Pierre et la Porte Voskresenski, avant d'arriver finalement dans leurs domaines sur la rue Nikolskaïa, une avenue en plein centre de Moscou qui devient un centre de culture géorgienne pendant des décennies.

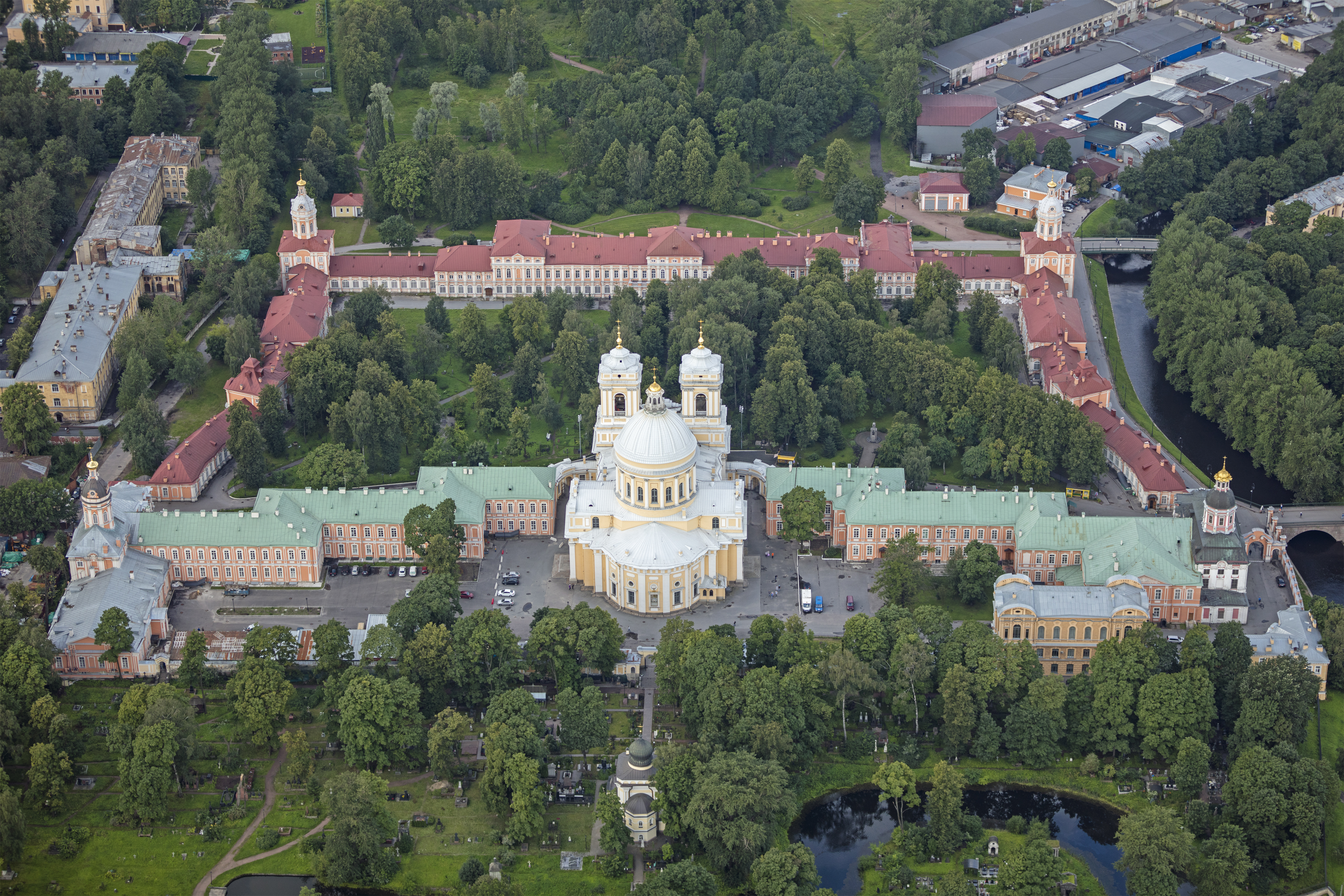
Monastère Alexandre Nevski de Saint-Pétersbourg.

Simon passe le reste de sa vie en Russie, où il reçoit avec son frère une pension annuelle de 29 111 roubles. Il ne participe pas dans les tentatives de Vakhtang et de Bakar à retourner en Géorgie avec l'aide militaire de la Russie impériale dans les années 1730. Il entretient néanmoins de proches relations avec la haute classe russe, dont le général Burckhardt Christoph von Münnich qui éduque son fils illégitime Nicolas. Simon Bagration de Moukhran meurt le 26 janvier 1740 à Saint-Pétersbourg et est enterré au Monastère Saint-Alexandre-Nevski. Sa pierre tombale, dédiée par sa femme Anne, lit : 
« Dans la tombe de mon mari se trouvent les cendres de la célèbre Antiquité et de la famille qui descend des rois d'Israël David et Salomon, la famille qui régnait en tant que rois de Géorgie depuis Bagrat. Il a été amené sur ce monde le 3 février 1683 et en 1725, par souci de la foi inébranlable dans le Christ du royaume géorgien, a quitté sa terre avec son frère sous la protection du grand souverain empereur le plus fidèle et autocratique Pierre Ier, qui régnait sur la Russie avec un pouvoir qui est à jamais digne de la mémoire de l'impératrice Ekaterina Alekseevna. Il quitta ce monde le 26 janvier 1740, sous la protection de la très bienheureuse impératrice de toute la Russie Anna Ioannovna. Le tsarévitch Siméon Léonovitch a vécu au total 56 ans, 11 mois et 17 jours de piété et d'amour pour Dieu, en tant qu'esclave de la miséricorde de la chrétienté. Que son âme soit transportée en toute sécurité du royaume terrestre au ciel. »
À la suite de sa mort, la princesse Anne continue à soutenir la communauté religieuse géorgienne en Russie. En 1741, elle pétitionne le Sénat dirigeant pour se plaindre de l'utilisation du nom Bagratiom par l'illégitime Nicolas. Le Sénat accorde sa pétition mais préserve la titulature noble de Nicolas, faisant de lui le prince Nicolas Semionov.

## Famille
Simon est le septième enfant de Léon Bagration de Moukhran et le second de son mariage avec la princesse Tinatine Avalichvili. Il épouse en 1712 (après son ascension comme régent en avril) la princesse Goulkhan (surnommée « Gouka »), fille aînée de Badzim Sidamoni et petite-fille du duc Georges d'Aragvi. Le couple a deux fils :
- Beri Bagration de Moukhran[Note 4] ;
- Artchil Bagration de Moukhran.

Goulkhan meurt en 1717 de la peste bubonique. Il épouse après 1721 Anna Amilakhvari, fille du prince Paata Amilakhvari. Celle-ci part en Russie avec son époux et disparaît de l'histoire aux alentours de 1743. Le couple a deux fils :
- Étienne Bagration de Moukhran (1727 - 13 juillet 1744)[Note 5] ;
- Démétrius Bagration de Moukhran (1728 - 19 mars 1745), qui épouse la princesse Stephanida Matveïovna, une fille de Matveï Alexeïevitch Rjevski et l'ancienne femme d'Alexandre Mikhaïlovitch Golitzine.

Simon a au moins deux fils illégitimes :
- Nicolas (1721 - 24 août 1741), né d'une petite noble qui travaille dans la maison de Simon durant le deuil de celui-ci à la suite de la mort de Goulkhan. Il accompagne son père en Russie en 1724 et devient un lieutenant dans l'armée russe. Le Sénat russe lui interdit d'utiliser le nom royal de Bagration en 1741 à la suite d'une plainte d'Anne, mais lui offre le titre de Prince Semionov. La ligne des Semionov est aujourd'hui éteinte[1] ;
- Mikheïl, qui est vivant en 1734.

L'explorateur allemand Johann Anton Güldenstädt mentionne deux fils de Simon qui meurent lors d'un voyage en Europe. Il se peut que l'un de ces deux fils soit Nicolas, mais l'identité du second reste inconnu.

## Annexe